# 立田輪中
立田輪中（たつたわじゅう）は、愛知県西部の木曽川下流部にあった輪中。

## 地理

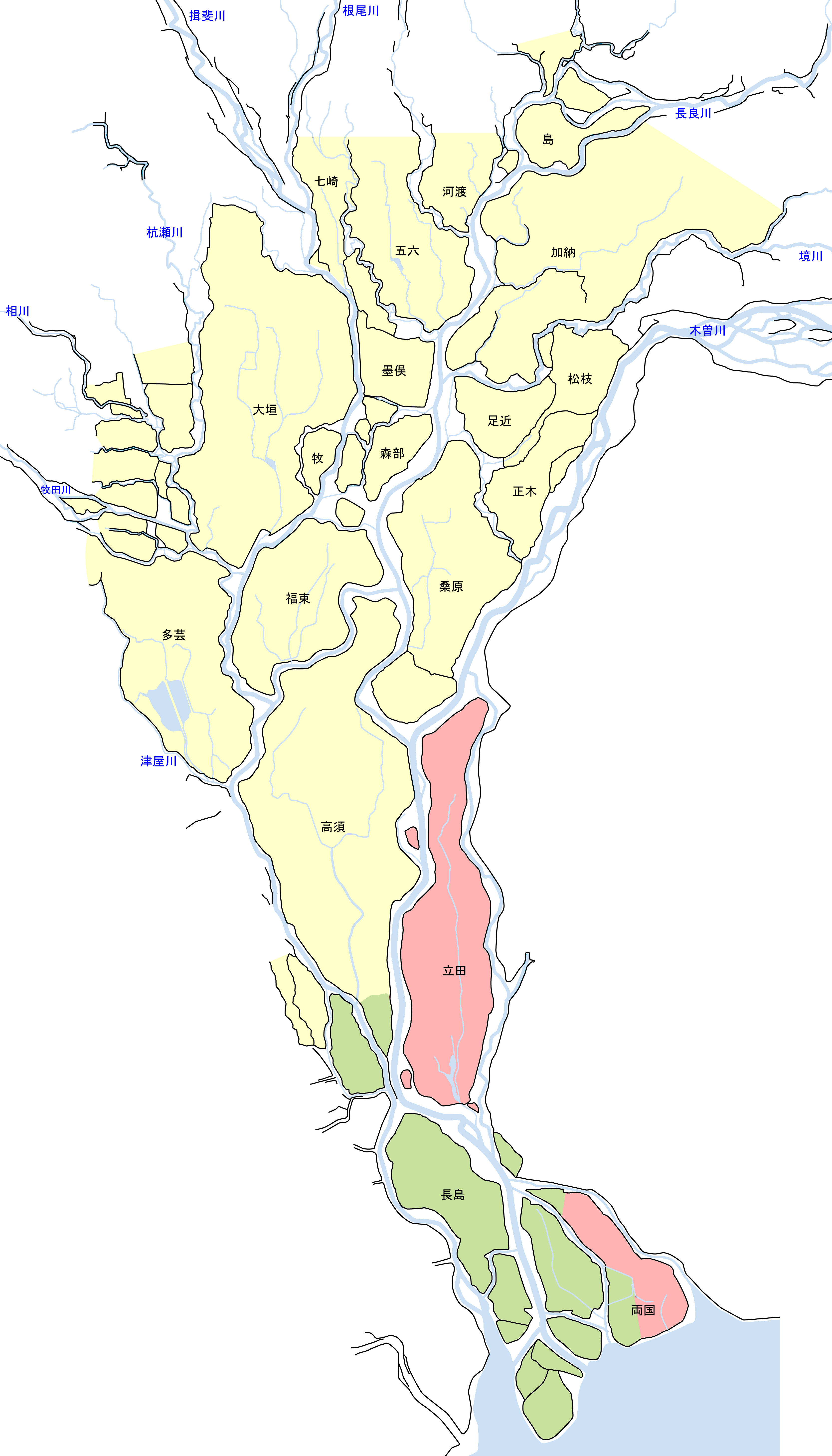
明治時代初期の輪中地帯の様子（黒字は主要な輪中名、水色線・青字は主要な河川、着色は黄が美濃国（岐阜県）・赤が尾張国（愛知県）・緑が伊勢国（三重県））

現在の愛知県愛西市の旧立田村のほぼ全域と、旧八開村の西部の地域が相当する。西は木曽川・東は佐屋川に挟まれた東西約2キロメートル、南北約12キロメートルの細長い輪中であった。輪中堤外の南西には陸続きの小さな福原輪中（ふくはらわじゅう）があった。また、立田輪中南東部に位置した梶島を「梶島輪中」とする場合もある。
広義には北に位置した神明津輪中（しんめいづわじゅう、現在の愛知県稲沢市祖父江町）までを含んだ、木曽川と佐屋川に挟まれた範囲全ての複合輪中を指す。狭義の立田輪中と神明津輪中の間には木曽川から佐屋川へと流れる間之川が存在していたが、江戸時代末期に間之川が締め切られたことで統合され一つの輪中となった（後述）。
立田輪中の中央部には、排水に用いられる鵜戸川が南北に流れていた。鵜戸川は古くは山路村の北から佐屋川に排水されていたが、佐屋川の土砂堆積により河底が上昇して排水が困難になったことで、江戸時代に輪中南部から木曽川へ排水するように瀬換えされた。
通常輪中内は1つの水防組合のみが存在するが、立田輪中内には鵜戸川の西側を「富安輪中」または「（狭義の）立田輪中」、鵜戸川の東側を「早尾輪中」が管理していたことが尾張藩の文書や『尾張徇行記』に記されている。こういった例は極めて珍しいが、古い荘園であったり尾張藩成立以前の大名の所領の範囲が由来して残ったものと考えられる。また、北部を「赤目輪中」として分割解釈する場合もある。
立田輪中の周辺には木曽川・長良川を挟んで高須輪中・長島輪中・桑原輪中などが存在していた。

## 歴史

### 古代から中世

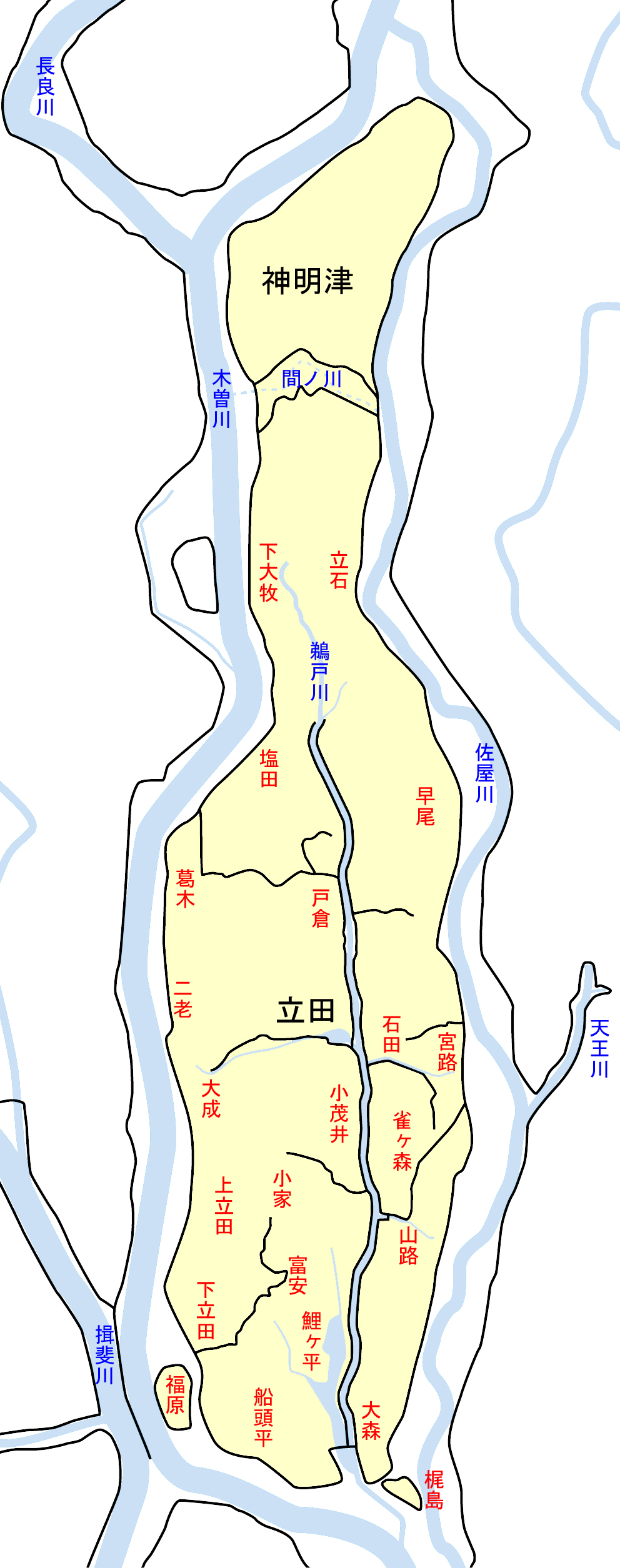
立田輪中の構造と周辺の河川の様子（赤字は主な村・集落）

この地域の開墾が始まった年代などは不明だが、12世紀初頭（平安時代）の古文書に地名が見られる。
それ以前のものとして、早尾で発見された3世紀中頃と推定される土器、石田に現存する5世紀の古墳と推定される遺跡、宮地で出土した7世紀後半と考証される遺跡もあり、古代から人が定住していたことが窺える。また『古事記』や『日本書紀』には崇神天皇の后・尾張大海媛（別名・葛木高名姫命）はこの地域の出身であり、「葛木」の地名はこの后の名前から名づけられたとも記されている。
14世紀には木曽川沿いに荘園「大成荘」が存在し、東寺文書には堤防が築かれた記録も残されているが、この時点の堤防は部分堤であったと考えられる。大成荘の荘域は狭義の立田輪中のうち、雀ケ森付近を南端とした北側の大部分であったと考えられる。
戦国時代を迎えるとこの地域には赤目城・早尾東城・古木江城などが築かれ、1574年（天正2年）には長島一向一揆の舞台ともなった。

### 立田輪中の形成
木曽川はこの地域の東側を流れていたが、1586年（天正14年）の大洪水で木曽川はおおよそ現在の河道へと流れを変え、旧澪筋を開削して佐屋川を整備したことで立田輪中が形成された。当時の輪中堤は上流側に堅固に堤防を築く一方で下流側には堤防が無い尻無堤であった。
1594年（文禄3年）には豊臣秀吉によって築堤工事が行われるが、これは後の御囲堤の原型であり、尾張藩に属しながらも御囲堤の外となった立田輪中では水害が増加した。1610年（慶長15年）に御囲堤が完成すると、立田輪中の周囲を堤防で完全に囲む工事の要望が強まり、鷹狩りのためにこの付近を頻繁に訪れていた尾張藩主・徳川義直が農民からの訴えに応じて、1624年（寛永元年）に一円輪中を完成させたと伝えられている。1659年（万治2年）には鵜戸川の排水先を佐屋川から木曽川へと変更し、そのために設置された打樋は船頭平に7腹・大森に5腹が設置されたことから俗に「十二腹の杁」と呼ばれた。
その後、輪中内の新田開発が活発化し、1635年（寛永12年）に福原新田（福原輪中）が完成した。また、神明津輪中との間の間之川は木曽川から流れ込むの土砂の堆積により水深が浅くなったことにより、1724年（文政7年）から1726年（文政9年）までの工事で締め切られ、立田輪中と神明津輪中は陸続きとなった。

### 分流工事による大規模な変化

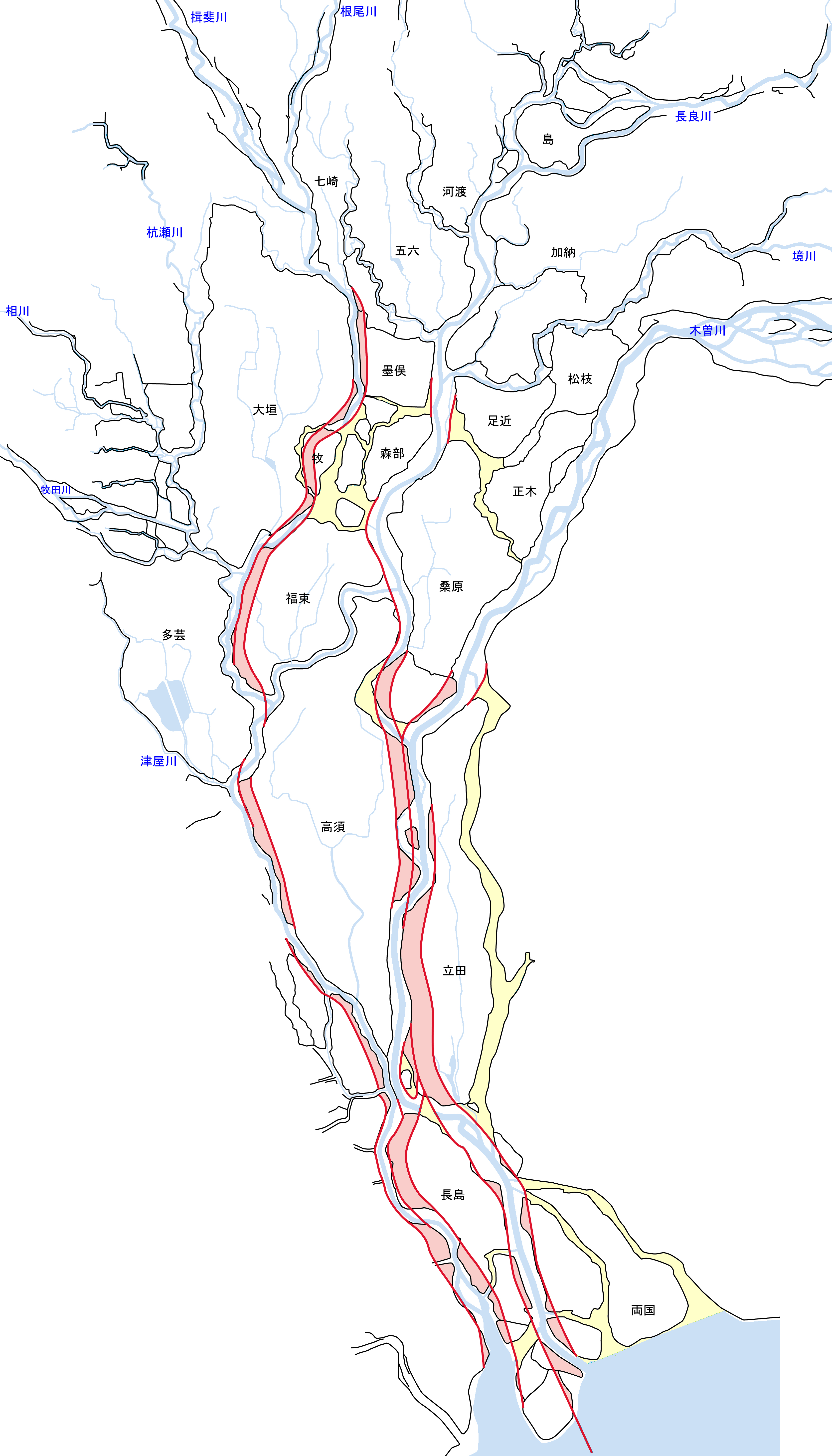
明治時代の木曽三川分流工事による堤防の変遷（赤線が新堤防、黒線が旧堤防、薄赤着色部が開削された部分、薄赤着色部が締め切りなどがされた河川）

明治時代の1887年（明治20年）から1912年（明治45年）にかけて行われた木曽三川分流工事では、佐屋川が廃川となったことで東側と陸続きになった一方で、西部は大規模に開削されて形状が大きく変化した。
立田輪中西部の塩田（現在の愛西市塩田町）から船頭平（現在の愛西市立田町）までの約8キロメートルが開削されて新木曽川河道となるが、この区間の開削は新長良川河道を開削した高須輪中に次ぐ大規模なもので、立田輪中全体の掘削量は小規模なものを含めると250万立方メートルにのぼった。開削された区間の旧立田輪中の木曽川左岸堤防は、一部が新木曽川・新長良川の背割堤として使用された。またこの開削により立田輪中と福原輪中の間に新木曽川が通され、こういった経緯でこの近辺の三県の県境は川を跨いだ複雑な形状となっている。

### その後の悪水改善
1879年（明治12年）に鵜戸川が北に延長されて、悪水の問題は幾らか解消されたかに見えたが、1887年（明治20年）から着工された木曽三川分流工事に伴って、それまで農業用水を取水していた佐屋川が廃川になり、六ツ和村や立和村のおよそ3分の1が新木曽川の河道として開削されたことで村民の相当数が住居や農地を失った上に、新たな木曽川堤防の築堤によりこれまで使ってきた打樋が利用出来なくなってまたもや排水困難となった。これを解消すべく鵜戸川を南に延長して中山樋門や六門樋門が築かれた。
1950年（昭和25年）に現在の立田町杁先に最初の排水機が設置されて木曽川への排水が開始され、1976年（昭和51年）には新しい排水機場が開設された。その後の排水機の増強と、1953年（昭和28年）から1985年（昭和60年）まで行われた土地改良事業によって、かつて悪水に悩まされた輪中は良好な農地へと変わった。